# Trissopelopia montivaga
Trissopelopia montivaga är en tvåvingeart som beskrevs av Harrison 1978. Trissopelopia montivaga ingår i släktet Trissopelopia och familjen fjädermyggor. Inga underarter finns listade i Catalogue of Life.